# Granollers Cup
La Granollers Cup es un torneo internacional de balonmano organizada por el Club Balonmano Granollers desde 1999. El torneo tiene lugar habitualmente durante cinco días, la última semana de junio, e incluye todas las categorías desde alevín hasta júnior, tanto masculinas como femeninas. 
Las pistas de juego están repartidas por toda la ciudad de Granollers pero en las últimas ediciones, atendiendo al incremento de participantes, el torneo se ha extendido a otros municipios, como Les Franqueses del Vallès, Canovelles o Vilanova del Vallès.

## Historia

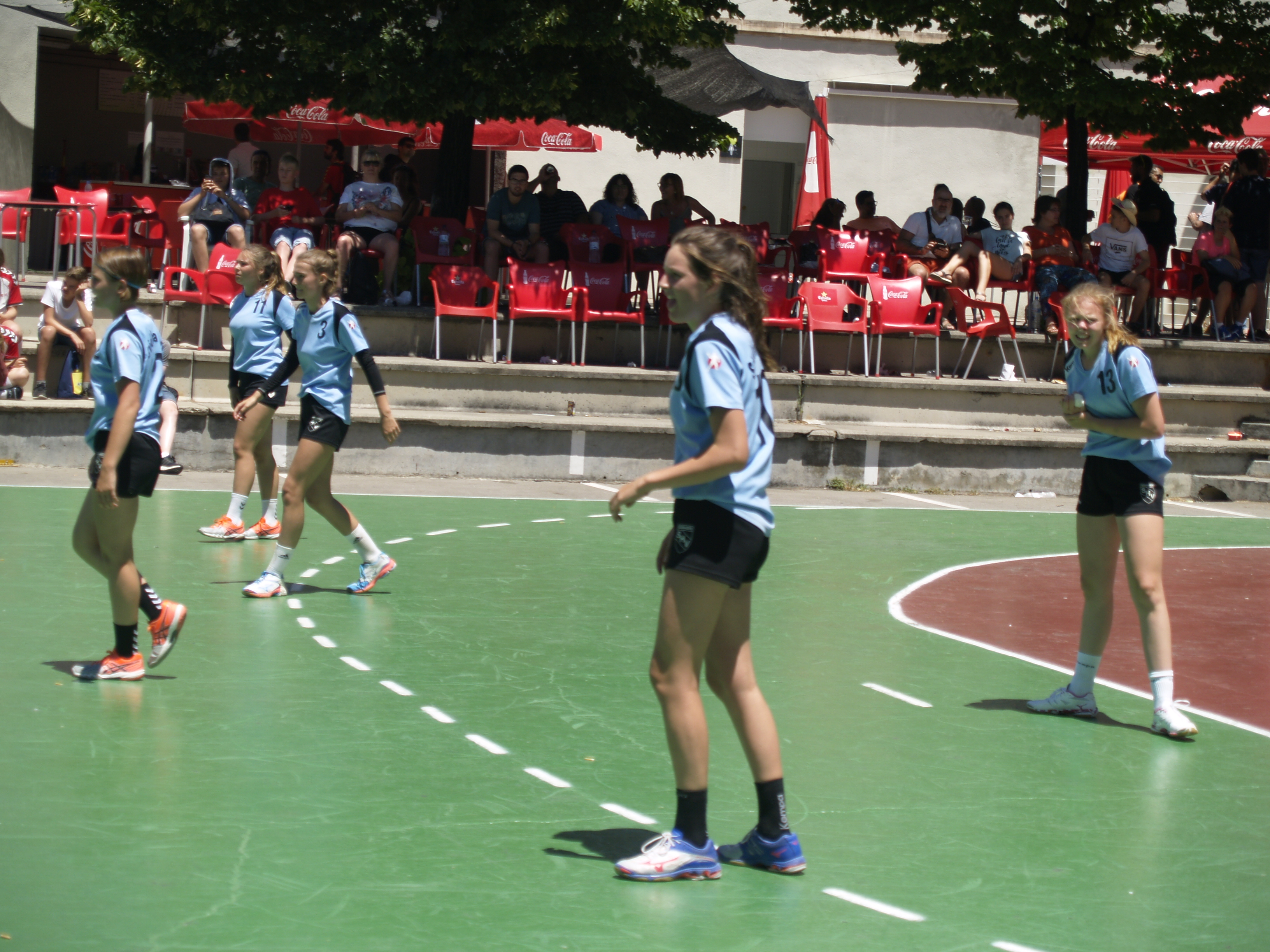
Surbadisher vs Seif en la edición de 2017

El torneo ha pasado de acoger unos centenares de participantes en las primeras ediciones, a rondar los 5000 jugadores en los últimos años. También ha conseguido incrementar la internacionalización de los clubs que se inscriben, que proceden de varios países europeos (principalmente escandinavos), pero también de otros continentes (China, Canadá, Brasil, México, Argentina, Uruguay, Venezuela, Túnez, Corea del Sur, Australia, Bangladés).

## Granollers Cup 2019
En el año 2019, la Granollers Cup contó con la participación de alrededor de 100 equipos provenientes de los siguientes países: Bosnia y Herzegovina, Brasil, Colombia, Dinamarca, Francia, Islandia, Israel, México, Noruega, Rusia y Suecia.
Los partidos han sido jugados en 16 pabellones diferentes repartidos entre la ciudad de Granollers, Las Franquesas del Vallés, Canovellas, Vilanova del Vallés, La Roca del Vallés, Montornés del Vallés y Cardedeu.
Los resultados de 2019 fueron los siguientes:
| CATEGORÍA          | EQUIPO GANADOR                 | PROCEDENCIA                           |
| ------------------ | ------------------------------ | ------------------------------------- |
| Alevín Masculino   | Handbol Laietà - 1             | Argentona, Cataluña                   |
| Infantil Masculino | Handbol Palautordera - 1       | Santa María de Palautordera, Cataluña |
| Cadete Masculino   | KH-7 Bm. Granollers - 1        | Granollers, Cataluña                  |
| Juvenil Masculino  | KH-7 Bm. Granollers - 1        | Granollers, Cataluña                  |
| Junior Masculino   | KH-7 Bm. Granollers            | Granollers, Cataluña                  |
| Alevín Femenino    | Asc Beziers                    | Béziers, Francia                      |
| Infantil Femenino  | Selección Catalana             | Cataluña                              |
| Cadete Femenino    | Handbol Puig d'en Valls        | Puig d'en Valls, Ibiza                |
| Juvenil Femenino   | Fundación Handbol Roquerol - 2 | La Roca del Vallés, Cataluña          |
| Junior Femenino    | Handbol Esparraguera           | Esparraguera, Cataluña                |